# Кочиев, Роберт Иванович
Роберт Иванович Кочиев (Род. 16 марта 1966 г. в г. Цхинвали Юго-Осетинской АССР) — российский государственный и политический деятель, депутат Государственной Думы VI созыва. Член комитета Госдумы по безопасности и противодействию коррупции. Член фракции КПРФ.
Из-за вторжения России на Украину, находится под международными санкциями Евросоюза, США, Великобритании и ряда других стран. В 2023 году стал объектом уголовного разбирательства в РФ в связи с обвинениями в незаконном бизнесе. Арбитражный суд Республики Северная Осетия — Алания наложил арест на его имущество и денежные средства.

## Биография
В 1989 году получил высшее медицинское образование по специальности «педиатрия» окончив Северо-Осетинский государственный медицинский институт.
С 1993 по 2005 год работал на Владикавказском торгово-производственном предприятии «Севоспотребсоюз» в должности заместителя генерального директора. С 2005 по 20011 год работал в ООО «Забава» в должности генерального директора.
В 2007 году был избран депутатом Парламента Республики Северная Осетия — Алания четвёртого созыва по спискам КПРФ.
В 2011 году баллотировался в депутаты Госдумы в составе списка кандидатов КПРФ, в результате распределения мандатов стал депутатом Государственной Думы VI созыва.
В 2016 году баллотировался в Государственную Думу VII созыва по одномандатному округу и по спискам КПРФ, за несколько дней снял свою кандидатуру с выборов по одномандатному округу, по спискам КПРФ в Госдуму не прошёл.
В 2017 году был избран депутатом Парламента Республики Северная Осетия — Алания шестого созыва по спискам КПРФ, выдвигался в депутаты в статусе временно неработающего.

## Деятельность
За два срока в Государственной думе Роберт Кочиев стал соавтором 7 законопроектов и 2 раза развернуто выступал на пленарных заседаниях.
19 февраля 2025 года выступил с критикой деятельности Росалкогольтабакрегулирования, обвинив часть его руководителей в уголовных преступлениях. Ряд СМИ назвал данное выступление примером лоббистской деятельности Роберта Кочиева, поскольку он и его сыновья признаны арбитражным судом бенефициарами ряда компаний-производителей алкоголя.

## Обвинения в незаконном бизнесе
В 2023 году российские правоохранительные и судебные органы начали разбирательства по делу обанкротившегося алкогольного завода «Ракурс» во Владикавказе, который недоплатил госбюджету налоги на 1,4 млрд рублей. В материалах СМИ, посвящённых этому вопросу, Роберта Кочиева называют теневым держателем этого завода и «водочным королём» — при том что на позиции депутата Госдумы заниматься подобной деятельностью законодательно запрещено.
Суды первой и второй инстанций Северо-Кавказского округа согласились с аргументами Федеральной налоговой службы, Агентства по страхованию вкладов и прокуратуры г. Владикавказа и привлекли Кочиева к субсидиарной ответственности по обязательствам ООО «Ракурс», признав его главным бенефициаром и контролирующим лицом предприятия. По факту преднамеренного банкротства компании возбуждено уголовное дело. Арбитражный суд Республики Северная Осетия — Алания наложил арест на имущество и денежные средства Кочиева. Общая сумма, на которую был наложен арест, превышает 3,4 миллиарда рублей.
В Арбитражном суде также рассматривается дело о целой сети связанных с алкогольным бизнесом фирм, которые предположительно были подконтрольны Кочиеву и были причастны к махинациям. «Особое внимание уделено расследованию уголовных дел, возбужденных по материалам прокурорской проверки по факту задолженности по заработной плате (свыше 2-х месяцев) ... Ход расследования уголовных дел находится на особом контроле у прокуратуры», — сообщается в СМИ. Окончательное признание депутата Роберта Кочиева контролирующим лицом ООО «Ракурс» может привести к возбуждению против него сразу нескольких уголовных дел.
Несмотря на преследование, оставаясь на посту депутата Госдумы, Кочиев выступил против внесённого в парламент антикоррупционного законопроекта, регулирующего водочный бизнес. Для борьбы со злоупотреблениями были предложены поправки в закон «О государственном регулировании производства и оборота этилового спирта, алкогольной и спиртосодержащей продукции». В числе прочего поправки вводят понятие «перечень лиц с неудовлетворительной деловой репутацией» и повышают требования к размеру уставного капитала производителей алкоголя (с 10 до 100 млн рублей). Кочиев выступил в Госдуме против этих мер, заявив, что они мешают бизнесу. Пресса указывает, что после этих слов в отношении депутата может быть начата проверка аппаратом Госдумы на конфликт интересов.

## Семья
Сын Батраз Робертович Кочиев (родился 28.08.1993) – депутат парламента республики Северная Осетия – Алания от КПРФ. Признан обвиняемым по уголовному делу о преднамеренном банкротстве ООО «Ракурс».
Сын Рудольф Робертович Кочиев — признан судом бенефициаром компаний-производителей алкоголя в республике Северная Осетия – Алания.

## Санкции
25 февраля 2022 года, на фоне вторжения России на Украину, включён в санкционный список Евросоюза. 11 марта 2022 года внесён в санкционный список Великобритании. 30 сентября 2022 года был внесён в санкционные списки США. 24 февраля 2023 года внесён в санкционный список Канады как «причастный к продолжающемуся нарушению Россией суверенитета и территориальной целостности Украины».
Также находится в санкционных списках Швейцарии, Австралии, Японии, Украины и Новой Зеландии

## Награды
- Орден Дружбы (2016 год, Южная Осетия)[25];
- Медаль «В ознаменование 10-летия Победы в Отечественной войне народа Южной Осетии» (21 августа 2018 года, Южная Осетия) — за вклад в развитие и укрепление дружественных отношений между народами и в связи с празднованием 10-й годовщины признания Российской Федерацией Республики Южная Осетия в качестве суверенного и независимого государства[26];
- Медаль ФСИН России «За вклад в развитие уголовно-исполнительной системы России»;
- Медаль МЧС России «Маршал Василий Чуйков»;
- Нагрудный знак СОО МОК России «За ратную доблесть»;
- Нагрудный знак МВД России «За содействие МВД России»;
- Орден Коммунистической партии РФ ЦКП «Партийная доблесть»[2].